# Atta cephalotes
Atta cephalotes (zampopo, zompopo o zompopa) es una de las cuarenta y una especies de hormigas cortadoras de hojas. Esta especie pertenece a la tribu Attini (hormigas que cultivan hongos). Una colonia de hormigas puede estar compuesta por hasta cinco millones de individuos, y cada colonia tiene una reina que puede vivir por más de quince años. La colonia está organizada en varias castas, cada una de las cuales se especializa en una tarea específica.

## Biología y comportamiento
La reina es de mayores dimensiones que todas las otras hembras y posee alas. Su función es poner los huevos a partir de los cuales nacen las trabajadoras, los machos y las nuevas reinas.
Los machos también tienen alas, y su rol es inseminar a la reina virgen.
Las hormigas no reproductoras son todas hembras y se dividen en varias castas. Los soldados son las hormigas de mayor tamaño y a menudo montan guardia en la entrada del nido o salen en misiones de reconocimiento para avistar depredadores. Las trabajadoras son de dos tipos, media y mínima, ambas poseen grandes mandíbulas y dientes afilados. Las trabajadoras media son las más grandes de los dos tipos, y se dedican a cortar hojas y transportarlas hasta el nido. Estas hormigas poseen la capacidad de orientarse para llegar hasta el sitio con las hojas apropiadas siguiendo el rastro de la esencia de feromonas que liberan las cabezas de las otras hormigas en su recorrido, en un proceso denominado ‘recorrido en tándem’. Una vez que las trabajadoras medias han depositado el material en el nido, unas trabajadoras de porte más pequeño denominadas ‘trabajadoras mínima’ cortan las hojas en trozos más pequeños y luego las colocan como alimento de los hongos que cultivan. Ellas también recubren a las hojas con saliva antibacterial que evita el crecimiento de otros tipos de hongos.
Una casta especial de trabajadoras se ocupa de gestionar el basurero de la colonia. Estas hormigas se encuentran excluidas del resto de la colonia. Si alguna de ellas se aventura fuera del basurero, las otras hormigas la matan o la obligan a regresar al basurero. A menudo las hormigas del basurero se encuentran contaminadas con toxinas y enfermedades, y su vida por lo general es un 50% más corta que la del resto de las hormigas.
Los trabajadores ‘mínima’ son de porte más pequeño y se ocupan de alimentar a toda la colonia de hormigas. Estas trabajadoras mínima también realizan tareas de guardias y siguen a las trabajadoras media o viajan de polizones en la hoja que transportan hasta el sitio desde donde se extraen las hojas y defienden a las trabajadoras media de la acción de parasitoides pequeños denominados moscas foridas. 
Las hembras, sean trabajadoras o soldados, son generalmente estériles, pero en algunos casos pueden poner huevos que solo producen machos, por no estar fertilizados.
Las hojas que cortan las hormigas trabajadoras no son para su consumo, ya que les resultan tóxicas a las hormigas. Las hormigas mínima lo utilizan como sustrato para cultivar hongos.

## Hábitat
En el suelo de la selva la colonia ocupa un área de unos 6 metros de diámetro. Viven en nidos que pueden llegar a tener siete metros de profundidad, los nidos se encuentran emplazados de forma tal que las brisas ayuden a renovar el aire de la colonia para evitar que se desarrollen niveles peligrosos de CO2 producto de los hongos que cultivan y de los cuales se alimentan.

## Evolución e historia
Las hormigas cortadoras de hojas son especies muy especializadas. La misma es el resultado de un proceso de evolución de veinticinco millones de años durante el cual se ha establecido una relación simbiótica con los hongos que cultivan.

## Vuelo nupcial e inseminación de la reina

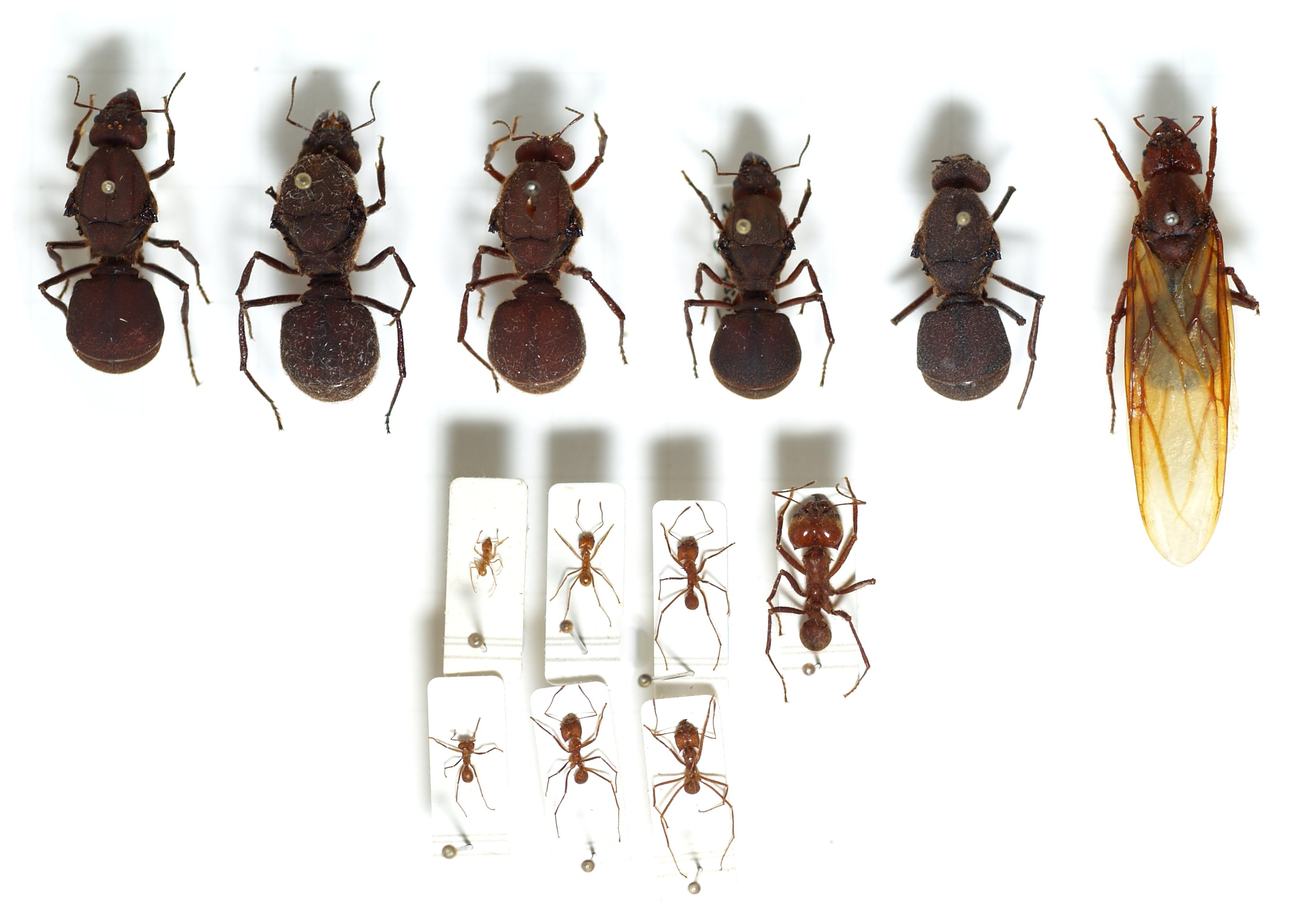
Castas de zampopos. Las grandes en la fila superior son reinas (una con sus alas), las otras son diversos tipo de obreras y soldados.

La inseminación en Atta cephalotes precisa del vuelo, y por ello la reina y los machos están dotados de alas. En preparación para el vuelo nupcial, la reina almacena en un buche en su boca algunos hongos para que sirvan de base para el cultivo que deberá establecerse en la nueva colonia. El proceso comienza cuando la reina remonta vuelo. El macho se le une en vuelo y la insemina, luego de lo cual el macho ya no es necesario y muere. La reina se posa sobre el suelo y rápidamente pierde las alas, y pronto comienza a buscar un sitio adecuado para comenzar una nueva colonia. Una vez que encuentra un sitio apropiado, ella comienza a excavar el suelo y libera un poco de los hongos que ella había almacenado con anterioridad de forma de comenzar el proceso en un nuevo sistema subterráneo.